# Olivier Baudry
Olivier Baudry (Vannes, 1973. június 12. – Montbéliard, 2017. október 1.) francia labdarúgó, középpályás.

## Pályafutása
1991 és 2000 között a Sochaux, 2000–01-ben a svájci Lausanne, 2001 és 2003 között a Saint-Étienne, 2003–04-ben a Belfort, 2004–05-ben a Giro Lepuix labdarúgója volt. 2005-től a svájci SR Delémont csapatában szerepelt. 2012-ben itt hagyta abba az aktív játékot.
1998-ban egy alkalommal szerepelt a breton válogatottban egy Kamerun elleni nem hivatalos mérkőzésen.